# Panini Group
Panini Group, ou simplesmente Panini, é um grupo editorial italiano de produção de história em quadrinhos (fumetti, mangás, etc) e vídeos animados, com atuação centrada no mercado europeu e com filiais no Brasil, França, Reino Unido, Alemanha, Espanha, Argentina e Hungria.

## História
Em 1945, os irmãos Benito e Giuseppe Panini abriram uma pequena banca de jornal em Modena na Itália. Em 1954, eles fundaram a companhia de distribuição de jornais chamada Panini Brothers. O Grupo Panini, como é conhecido hoje, foi fundado em 1961, com o lançamento da primeira coleção de figurinhas do Campeonato Italiano de Futebol.
Em 1994, a editora americana Marvel Comics comprou a Panini, fundindo-a à sua filial Marvel Itália e tornando-a responsável por licenciar a publicação de quadrinhos da editora em todo o resto do mundo.
Em 8 de outubro de 1999, a Panini foi comprada pelo grupo italiano Fineldo Spa. No entanto, os acordos estipulados entre a Marvel Italia com a matriz americana foram mantidos.
A Panini então, dividiu suas publicações em algumas seções: Marvel Italia, publicando a maior parte dos quadrinhos Marvel;
1. Planet Manga - para publicação desta modalidade de quadrinhos;
2. Cult Comics - ou Panini Comics, destinada à publicação de quadrinhos em formato americano;
3. Panini Video - produtora de DVDs.

Depois, a Marvel cedeu a Panini para o Grupo Merloni, o que também se passou com a sua subsidiária europeia. A denominação oficial da editora passou então de Marvel Italia para Panini Comics, embora a marca precedente ainda seja usada, na Itália, para os títulos da Marvel.
Hoje, a Panini é a detentora exclusiva dos direitos de publicação mundiais dos títulos da Marvel, tendo expandido suas edições para diversos idiomas e países.
Em 2010, a Panini assinou um contrato para distribuir internacionalmente os títulos da Sergio Bonelli Editore.